# Acalolepta niasica
Acalolepta niasica es una especie de escarabajo longicornio del género Acalolepta, tribu Monochamini, subfamilia Lamiinae. Fue descrita científicamente por Breuning en 1969.
Se distribuye por Indonesia (Sumatra). Mide aproximadamente 9-14 milímetros de longitud. El período de vuelo de esta especie ocurre en los meses de febrero y marzo.